# Sanok SW1
Трамвай Сянок СВ-1 (Sanok SW-1) розробили через заплановану з липня 1900 року електрифікацію ліній кінного трамваю Кракова з шириною колії 900 мм (таку колію мали ще лише лінії м. Тарнів). У Першого Галицького акціонерного товариства для будівництва вагонів і машин у Сяноку замовили перші 20 вагонів. Абревіатура SW означає моторний (silnikowy) вузькоколійний трамвай. У грудні 1900 поставили перші 6 вагонів (1902-10; 1903 −4). З 1913 в Кракові почали запроваджувати стандартну ширину колії, хоча лінії з вузьколійною колією існували ще до 1953 року. Вагонні колісні пари переробили для колії 1000 мм та експлуатували їх у Ельблонгу до 1970 року).
Дані вагони сподобались у Львові, куди закупили 90 моторних вагонів та 20 причіпних впродовж 1903–1908 років (1907/08 — 62 у зв'язку з дозволом з Відня електрифікувати лінії кінного трамваю та будівництвом нових ліній). У час війни 8 вагонів привезли до Львова з Тарнова.
Вагони Sanok SW-1 відзначались малою аварійністю, що дозволило їх експлуатувати до 1970-х років.
Модифікації вагонів відрізнялись розміром, кількістю вікон пасажирського салону, де пасажири розміщувались на дерев'яних лавах. З двох сторін пасажирський салон відокремлювався розсувними дверима від відкритих площадок, де розміщувалось місце водія. З часом ці площадки отримали вхідні двері. Вагони мали довжину 8,4 м, ширину 1,9 м, висоту 3,3 м при масі 8,0 т. Два електромотори мали потужність по 14 кВт. Дві рушійні колісні пари кріпились до металевої рами і були підпружинені поздовжніми ресорами. Трамваї використовувались на коліях 900–1000 мм. Моторні вагони використовувались з причіпними вагонами Sanok TW-1.
Трамвай Sanok SW-1 купили 1908 року для Києва.